# Homogentisinsäure
Homogentisinsäure ist ein Zwischenprodukt des Abbaus der Aminosäuren Phenylalanin und Tyrosin und liegt bei physiologischen pH-Werten als Anion (Homogentisat) vor. Sie wird von dem Enzym Homogentisat-Dioxygenase (EC 1.13.11.5) in 4-Maleylacetessigsäure umgewandelt:
In der Folge entstehen hieraus Acetessigsäure und Fumarsäure, die in den Citratzyklus eingespeist werden können.
Bei Alkaptonurie, einer Stoffwechselkrankheit, fehlt das Enzym oder ist nicht im ausreichenden Maße vorhanden. „Alkapton“ ist die oxidierte, schwarzbraune Form des Homogentisats.